# Estação Chabolovskaia
Chabolovskaia (em russo:  Шаболовская) é uma das estações da linha Kalujsko-Rijskaia (Linha 6) do Metro de Moscovo, na Rússia. Estação «Chabolovskaia» está localizada entre as estações «Leninskii Prospekt» e «Oktiabrskaia».